# Kongen (Berg)
Kongen (deutsch: „Der König“) ist ein 1614 Meter hoher Berg in der Kommune Rauma, Fylke Møre og Romsdal in Norwegen.

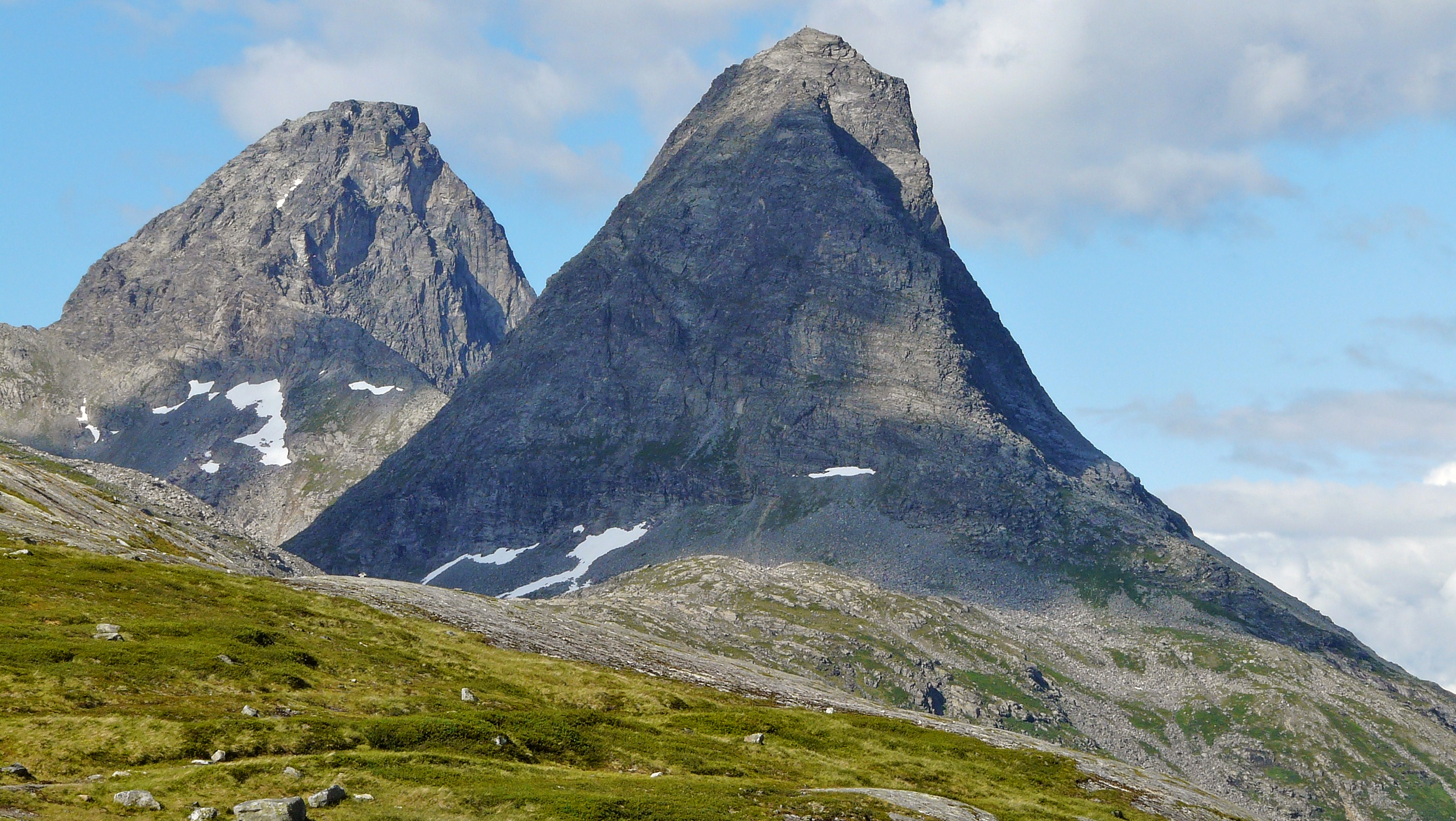
Kongen links und Bispen rechts, Blick von Süden

## Geographische Lage
Der Kongen liegt am Südwestende des Tals der Istra (Isterdalen). Er ist der zweitsüdlichste einer Kette von fünf Bergen, die den Westhang des Istratals bilden; das sind von Norden nach Süden:
- Haugabotstinden (1160 m)
- Karitinden (1356 m)
- Dronninga (1544 m)
- Kongen (1614 m)
- Bispen (1462 m).

Südlich des Kongen liegt auf 1000 Meter Höhe der See Bispevatnet. Östlich des Kongen führt der Trollstigen vom Istratal bis zum auf 868 Meter Höhe gelegenen Pass Alnesreset zwischen dem 1665 Meter hohen Alnestinden und dem 1285 Meter hohen Skarfjellenden.

## Tourismus
Vom Istratal führt ein Wanderweg bis zu zwei am Trollstigen gelegenen Parkplätzen. Der erste liegt auf 697 Meter Höhe. Er ist sehr groß, hat öffentliche Toiletten und ein Restaurant und es gibt eine Berghütte mit Übernachtungsmöglichkeit in seiner Nähe. Der zweite Parkplatz folgt nach etwa einem Kilometer auf 738 Meter Höhe. Er ist nur sehr klein. An beiden Parkplätzen beginnen Wanderwege, die zum Südostende des Sees Bispevatnet führen. Von dort aus führt ein mittelschwerer Klettersteig zum Sattel zwischen Kongen und Bispen. Auf dem Sattel teilt er sich. Sein südlicher Zweig führt auf den Gipfel des Bispen und sein nördlicher Zweig, mit deutlich höherem Schwierigkeitsgrad, über einen schmalen und ausgesetzten Gebirgsgrat auf den Gipfel des Kongen.
Auf den Wanderwegen in der Umgebung des Bispen und des Kongen gibt es immer wieder Unfälle, teils mit tödlichem Ausgang. Am 12. Januar 2003 kam der österreichische Physiker Werner S. Weiglhofer bei einer Schneeschuhwanderung am Hang des Bispen durch eine Lawine ums Leben.